# Double (映像作品)
『double』（ダブル）は、日本の女性歌手、DOUBLEの映像作品。

## 概要
- 2001年4月25日にDVDとVHSの2種類でリリースされた。「handle」「U」「Angel」に加え、ロングインタビュー、「handle」「U」のメイキング映像、オフショット、マガジンフォトが収録されている。
- DVDはインターネットに接続できる機器で再生すると、2種類の壁紙がダウンロードできる。
- 英語と日本語の字幕が表示できる。

## 収録曲
1. Opening
2. Handle
3. Interview I
4. U
5. Interview II
6. Love Of Mine
7. Interview III
8. Angel
9. Interview IV
10. Ending

### 公式作品ページ
- double - 公式サイト（DOUBLE GROOVE SITE）
- double - 公式サイト（DOUBLE | ARTIMAGE OFFCIAL WEBSITE）
- double - 『10 YEARS BEST WE R&B』スペシャルサイト（DOUBLE10YEARS.COM）